# Ужа Финска
Ужа Финска (фин. Varsinais-Suomi, швед. Egentliga Finland) је округ у Финској, у југозападном делу државе. Седиште округа је град Турку, а значајан је и град Сало.

## Положај округа
Округ Ужа Финска се налази у југозападном делу Финске. Њега окружују:
- са севера: Округ Сатакунта,
- са североистока: Округ Пирканска земља,
- са истока: Округ Ужа Тавастија,
- са југоистока: Нова Земља
- са југа: Фински залив Балтичког мора,
- са југозапада: Аутономни округ Оландска оОстрва,
- са запада: Ботнијски залив Балтичког мора.

## Природне одлике
Рељеф: Округ се готово у целости поклапа са историјском области Ужа Финска. У округу Ужа Финска преовлађују равничарска подручја, надморске висине 0-80 м.
Клима у округу Ужа Финска влада Континентална клима, која је пријатнија у односу на већи део државе северно.
Воде: Ужа Финска је приморски округ Финске. На југу округ излази на Фински залив Балтичког мора, док је на западу Ботнијски залив истог мора. Југозападно се налази омањи мореуз, који округ и копно одваја од Оландских Острва. Обала је дуга и веома разуђена, са бројним острвима, полуострвима и заливима (тзв. Острвље Туркуа). У унутрашњости округа постоји неколико ледничких језера и омањих река.

## Становништво
По подацима 2011. године у округу Ужа Финска живело је близу 470 хиљаде становника. Од 2000. године број становника у округу је нарастао за близу 10%.
Густина насељености у округу је 44 становника/км², што је за 2,5 пута више од државног просека (16 ст./км²). Приморски део округа је знатно боље насељен него унутрашњост.
Етнички састав: Финци и Швеђани су до традиционално становништво округа, с тим што су Швеђани (6%) насељени махом на острвима, где чине већину, док Финци насељавају приобаље и унутрашњост. Последњих деценија овде населио и значајан број усељеника.

## Општине и градови
Округ Ужа Финска има 28 општина, од којих су 11 са звањем града (означене задебљаним словима). То су:
| - Аура - Вехма - Карина - Кимитојен - Коски Тл - Кустави - Лајтила | - Лијето - Лојма - Мартила - Маску - Минемеки - Нантали - Ноусијајнен | - Орипе - Пајмио - Паргас - Пејтије - Пихеранта - Рајсио - Руско | - Сало - Сауво - Сомеро - Тајвасало - Тарвасјоки - Турку - Усикаупунки |

Градска подручја са више од 10 хиљада становника су:
- Турку - 246.000 становника,
- Сало - 29.000 становника,
- Усикаупунки - 10.000 становника.